# Tour du Rwanda 2025
Il Tour du Rwanda 2025, ventottesima edizione della corsa e valevole come prova dell'UCI Africa Tour 2025 categoria 2.1, si svolse in sette tappe più un prologo dal 23 febbraio al 2 marzo 2025, su un percorso di 812 km, con partenza e arrivo a Kigali, in Ruanda.

## Tappe
| Tappa  | Data        | Percorso                                                              | km  | Vincitore di tappa | Leader cl. generale |
| ------ | ----------- | --------------------------------------------------------------------- | --- | ------------------ | ------------------- |
| Pr.    | 23 febbraio | Kigali (Amahoro Stadium) > Kigali (Kigali Convention Centre)          | 4   | Aldo Taillieu      | Aldo Taillieu       |
| 1ª     | 24 febbraio | Rukomo > Kayonza                                                      | 158 | Henok Mulubrhan    | Fabien Doubey       |
| 2ª     | 25 febbraio | Kigali > Musanze                                                      | 121 | Brady Gilmore      | Fabien Doubey       |
| 3ª     | 26 febbraio | Musanze > Rubavu                                                      | 102 | Brady Gilmore      | Fabien Doubey       |
| 4ª     | 27 febbraio | Rubavu > Karongi                                                      | 97  | Joris Delbove      | Joris Delbove       |
| 5ª     | 28 febbraio | Rusizi > Huye                                                         | 143 | Duarte Marivoet    | Joris Delbove       |
| 6ª     | 1° marzo    | Nyanza > Kigali (Canale Olympia)                                      | 114 | Nahom Zerai        | Fabien Doubey       |
| 7ª     | 2 marzo     | Kigali (Kigali Convention Centre) > Kigali (Kigali Convention Centre) | 73  | annullata          | Fabien Doubey       |
| Totale | Totale      | Totale                                                                | 819 |                    |                     |

## Squadre e corridori partecipanti
Alla competizione partecipano 14 squadre, con 5 corridori a squadra, per un totale di 70 corridori.
| N.    | Cod. | Squadra                        |
| ----- | ---- | ------------------------------ |
| 1-5   | IPT  | Israel-Premier Tech            |
| 11-15 | RWA  | Ruanda                         |
| 21-25 | DDP  | Development Team Picnic PostNL |
| 31-35 | AMN  | Team Amani                     |
| 41-45 | LDT  | Lotto Development Team         |
| 51-55 | ERI  | Eritrea                        |
| 61-65 | TEN  | TotalEnergies                  |

| N.      | Cod. | Squadra                 |
| ------- | ---- | ----------------------- |
| 71-75   | JIT  | Java-Inovotec Pro Team  |
| 81-85   | UAZ  | UAE Team Emirates Gen-Z |
| 91-95   | ZAF  | Sudafrica               |
| 101-105 | BAI  | Bike Aid                |
| 111-115 | MSR  | May Stars               |
| 121-125 | ETH  | Etiopia                 |
| 131-135 | ---  | UCI WCC Men's Team      |

## Dettagli delle tappe

### Prologo
- 23 febbraio: Kigali (Amahoro Stadium) > Kigali (Kigali Convention Centre) - 4 km

Risultati
| Pos. | Corridore     | Squadra       | Tempo |
| ---- | ------------- | ------------- | ----- |
| 1    | Aldo Taillieu | Lotto Dev.    | 3'48" |
| 2    | Fabien Doubey | TotalEnergies | a 2"  |
| 3    | Milan Menten  | Lotto Dev.    | s.t.  |

| Pos. | Corridore     | Squadra       | Tempo |
| ---- | ------------- | ------------- | ----- |
| 1    | Aldo Taillieu | Lotto Dev.    | 3'48" |
| 2    | Fabien Doubey | TotalEnergies | a 2"  |
| 3    | Milan Menten  | Lotto Dev.    | s.t.  |

### 1ª tappa
- 24 febbraio: Rukomo > Kayonza -158  km

Risultati
| Pos. | Corridore       | Squadra       | Tempo    |
| ---- | --------------- | ------------- | -------- |
| 1    | Henok Mulubrhan | Eritrea       | 3h57'52" |
| 2    | Rotem Tene      | Israel        | s.t.     |
| 3    | Lorrenzo Manzin | TotalEnergies | s.t.     |

| Pos. | Corridore     | Squadra       | Tempo    |
| ---- | ------------- | ------------- | -------- |
| 1    | Fabien Doubey | TotalEnergies | 4h01'43" |
| 2    | Milan Menten  | Lotto Dev.    | s.t.     |
| 3    | Joris Delbove | TotalEnergies | a 1"     |

### 2ª tappa
- 25 febbraio: Kigali > Musanze - 121 km

Risultati
| Pos. | Corridore       | Squadra       | Tempo    |
| ---- | --------------- | ------------- | -------- |
| 1    | Brady Gilmore   | Israel        | 3h00'39" |
| 2    | Itamar Einhorn  | Israel        | s.t.     |
| 3    | Lorrenzo Manzin | TotalEnergies | s.t.     |

| Pos. | Corridore     | Squadra       | Tempo    |
| ---- | ------------- | ------------- | -------- |
| 1    | Fabien Doubey | TotalEnergies | 7h02'22" |
| 2    | Milan Menten  | Lotto Dev.    | s.t.     |
| 3    | Joris Delbove | TotalEnergies | a 1"     |

### 3ª tappa
- 26 febbraio: Musanze > Rubavu - 102 km

Risultati
| Pos. | Corridore       | Squadra  | Tempo    |
| ---- | --------------- | -------- | -------- |
| 1    | Brady Gilmore   | Israel   | 2h55'14" |
| 2    | Yoel Habteab    | Bike Aid | s.t.     |
| 3    | Henok Mulubrhan | Eritrea  | s.t.     |

| Pos. | Corridore       | Squadra       | Tempo    |
| ---- | --------------- | ------------- | -------- |
| 1    | Fabien Doubey   | TotalEnergies | 9h57'36" |
| 2    | Joris Delbove   | TotalEnergies | a 1"     |
| 3    | Oliver Mattheis | Bike Aid      | a 3"     |

### 4ª tappa
- 27 febbraio: Rubavu > Karongi - 97 km

Risultati
| Pos. | Corridore       | Squadra       | Tempo    |
| ---- | --------------- | ------------- | -------- |
| 1    | Joris Delbove   | TotalEnergies | 2h27'20" |
| 2    | Brady Gilmore   | Israel        | a 3"     |
| 3    | Henok Mulubrhan | Eritrea       | s.t.     |

| Pos. | Corridore       | Squadra       | Tempo     |
| ---- | --------------- | ------------- | --------- |
| 1    | Joris Delbove   | TotalEnergies | 12h24'57" |
| 2    | Fabien Doubey   | TotalEnergies | a 2"      |
| 3    | Oliver Mattheis | Bike Aid      | a 5"      |

### 5ª tappa
- 28 febbraio: Rusizi > Huye - 143 km

Risultati
| Pos. | Corridore       | Squadra       | Tempo   |
| ---- | --------------- | ------------- | ------- |
| 1    | Duarte Marivoet | UAE Gen-Z     | 4h05"01 |
| 2    | Awet Aman       | UCI WCC       | a 25"   |
| 3    | Fabien Doubey   | TotalEnergies | s.t.    |

| Pos. | Corridore       | Squadra       | Tempo     |
| ---- | --------------- | ------------- | --------- |
| 1    | Fabien Doubey   | TotalEnergies | 16h25'33" |
| 2    | Joris Delbove   | TotalEnergies | a 2"      |
| 3    | Oliver Mattheis | Bike Aid      | a 5"      |

### 6ª tappa
- 1° marzo: Nyanza > Kigali (Canale Olympia) - 114 km

Risultati
| Pos. | Corridore       | Squadra    | Tempo   |
| ---- | --------------- | ---------- | ------- |
| 1    | Nahom Zerai     | Eritrea    | 3h09"23 |
| 2    | Milan Donie     | Lotto Dev. | a 10"   |
| 3    | Henok Mulubrhan | Eritrea    | s.t.    |

| Pos. | Corridore       | Squadra       | Tempo     |
| ---- | --------------- | ------------- | --------- |
| 1    | Fabien Doubey   | TotalEnergies | 19h35'15" |
| 2    | Henok Mulubrhan | Eritrea       | a 6"      |
| 3    | Oliver Mattheis | Bike Aid      | a 11"     |

### 7ª tappa
- 2 marzo: Kigali (Kigali Convention Centre) > Kigali (Kigali Convention Centre) - 73 km

cancellata per avverse condizioni meteo

## Evoluzione delle classifiche
Le maglie del Tour du Rwanda
| Tappa             | Vincitore Maglia Rossa | Classifica generale Maglia gialla | Classifica scalatori Maglia blu | Classifica giovani Maglia azzurra | Classifica sprinter Maglia verde | Classifica ciclisti africani Maglia verde | Classifica a squadre |
| ----------------- | ---------------------- | --------------------------------- | ------------------------------- | --------------------------------- | -------------------------------- | ----------------------------------------- | -------------------- |
| Pr.               | Aldo Taillieu          | Aldo Taillieu                     | non assegnata                   | Aldo Taillieu                     | non assegnata                    | Joshua Dike                               | Lotto Dev.           |
| 1ª                | Henok Mulubrhan        | Fabien Doubey                     | Didier Munyaneza                | Pavel Šumpík                      | Didier Munyaneza                 | Henok Mulubrhan                           | Lotto Dev.           |
| 2ª                | Brady Gilmore          | Fabien Doubey                     | Vinzent Dorn                    | Adrià Pericas                     | Didier Munyaneza                 | Henok Mulubrhan                           | TotalEnergies        |
| 3ª                | Brady Gilmore          | Fabien Doubey                     | Vinzent Dorn                    | Adrià Pericas                     | Didier Munyaneza                 | Henok Mulubrhan                           | Bike Aid             |
| 4ª                | Joris Delbove          | Joris Delbove                     | Shemu Nsengiyumva               | Adrià Pericas                     | Didier Munyaneza                 | Henok Mulubrhan                           | Eritrea              |
| 5ª                | Duarte Marivoet        | Joris Delbove                     | Shemu Nsengiyumva               | Adrià Pericas                     | Didier Munyaneza                 | Henok Mulubrhan                           | Bike Aid             |
| 6ª                | Nahom Zerai            | Fabien Doubey                     | Shemu Nsengiyumva               | Milan Donie                       | Didier Munyaneza                 | Henok Mulubrhan                           | Bike Aid             |
| 7ª                | annullata              | Fabien Doubey                     | Shemu Nsengiyumva               | Milan Donie                       | Didier Munyaneza                 | Henok Mulubrhan                           | Bike Aid             |
| Classifica finale | Classifica finale      | Fabien Doubey                     | Shemu Nsengiyumva               | Milan Donie                       | Didier Munyaneza                 | Henok Mulubrhan                           | Bike Aid             |

Maglie indossate da altri ciclisti in caso di due o più maglie vinte

### Classifica generale - Maglia Gialla
| Pos. | Corridore       | Squadra       | Tempo     |
| ---- | --------------- | ------------- | --------- |
| 1    | Fabien Doubey   | TotalEnergies | 19h35'15" |
| 2    | Henok Mulubrhan | Eritrea       | a 6"      |
| 3    | Oliver Mattheis | Bike Aid      | a 11"     |
| 4    | Milan Donie     | Lotto Dev.    | a 12"     |
| 5    | Adrià Pericas   | UAE Gen-Z     | a 25"     |
| 6    | Joris Delbove   | TotalEnergies | a 43"     |
| 7    | V. Masengesho   | Ruanda        | a 51"     |
| 8    | Juan Martínez   | Dev. Picnic   | a 53"     |
| 9    | Awet Aman       | Eritrea       | a 1'02"   |
| 10   | Brady Gilmore   | Israel        | a 1'02"   |

### Classifica scalatori - Maglia blu
| Pos. | Corridore         | Squadra  | Punti |
| ---- | ----------------- | -------- | ----- |
| 1    | Shemu Nsengiyumva | Java     | 52    |
| 2    | Mike Uwiduhaye    | Ruanda   | 41    |
| 3    | Antoine Berlin    | Bike Aid | 30    |
| 4    | Vinzent Dorn      | Bike Aid | 27    |
| 5    | G. Hailemaryam    | Etiopia  | 27    |

### Classifica giovani - Maglia azzurra
| Pos. | Corridore     | Squadra      | Tempo     |
| ---- | ------------- | ------------ | --------- |
| 1    | Milan Donie   | Lotto Dev.   | 19h35'24" |
| 2    | Adrià Pericas | UAE Gen-Z    | a 13"     |
| 3    | Juan Martínez | Ddev. Picnic | a 41"     |
| 4    | Oliver Peace  | Ddev. Picnic | a 1'11"   |
| 5    | Yoel Habteab  | Bike Aid     | a 1'46"   |

### Classifica sprinter - Maglia verde
| Pos. | Corridore         | Squadra   | Punti |
| ---- | ----------------- | --------- | ----- |
| 1    | Didier Munyaneza  | Ruanda    | 60    |
| 2    | Mike Uwiduhaye    | Ruanda    | 32    |
| 3    | Shemu Nsengiyumva | Java      | 20    |
| 4    | Ryno Schutte      | Sudafrica | 18    |
| 5    | Daniyal Matthews  | Sudafrica | 14    |

### Classifica ciclisti africani - Maglia verde
| Pos. | Corridore       | Squadra  | Tempo     |
| ---- | --------------- | -------- | --------- |
| 1    | Henok Mulubrhan | Eritrea  | 19h35'18" |
| 2    | V. Masengesho   | Ruanda   | a 45"     |
| 3    | Awet Aman       | WCC Team | a 56"     |
| 4    | Eric Manizabayo | Java     | a 1'17"   |
| 5    | Nahom Zeray     | Eritrea  | a 1'24"   |

### Classifica a squadre
| Pos. | Squadra                        | Tempo     |
| ---- | ------------------------------ | --------- |
| 1    | Bike Aid                       | 59h04'45" |
| 2    | Eritrea                        | a 3'11"   |
| 3    | TotalEnergies                  | a 9'27"   |
| 4    | UAE Team Emirates Gen-Z        | a 10'41"  |
| 5    | Development Team Picnic PostNL | a 12'08"  |